# Понтонная (платформа, Каменногорское направление)
Понто́нная — платформа Каменногорского направления Октябрьской железной дороги. Находится юго-западнее посёлка Речное Ромашкинского сельского поселения Приозерского района Ленинградской области, на 7,4 км перегона Лосево-1 — Дружное.
Расположена на двухпутном электрифицированном участке.
Проектное название у остановочного пункта — Речное, это название используется на некоторых картах.

## Состояние на 2019 год
По состоянию на май 2019 года обе посадочные платформы пребывают в замороженном состоянии: строительство не ведётся, отсутствует часть лестниц для спуска / подъёма на платформу. В проёмах, где планируется установка лестниц, натянуты ленточки. Пассажирские павильоны отсутствуют. Столбы уличного освещения установлены, но не подключены.
Проектирование и строительство линии ведутся с 2010 года. Планируемый ввод в эксплуатацию — 2019 год. В июне 2018 года «Интерфакс», со ссылкой на постановление, подписанное премьер-министром Дмитрием Медведевым, сообщил что правительство РФ направит дополнительные 1,79 млрд рублей на достройку линии Лосево — Каменногорск.

## Галерея
- Платформа Понтонная
- Вид в сторону ст. Лосево 1.
- Вид в сторону ст. Лосево 1.
- Недостроенная лестница.
- Вид в сторону ст. Лосево 1.
- Вид в сторону ст. Дружное.
- Недостроенная лестница.